# Yutaka Takenouchi
Yutaka Takenouchi (竹野内 豊 Takenouchi Yutaka?,  Tokio, Japón, 2 de enero de 1971) es un actor japonés. Su debut actoral se produjo en el drama Boku no Syūshoku en 1994, después de ganar un concurso de modelaje. También aparece regularmente en comerciales.

## Filmografía

### Televisión
- Boku no Shūshoku (TBS, 1994), Sanshirō Sasaki
- Tokyo Daigaku Monogatari/Tokyo University Love Story (TV Asahi, 1994), Kōichi Asakura
- Hoshi no Kinka (NTV, 1995) – Takumi Nagai[3]
- Mada Koi wa Hajimaranai (Fuji TV, 1995)
- Long Vacation (Fuji TV, 1996), Shinji Hayama[4]
- Zoku Hoshi no Kinka (NTV, 1996), Takumi Nagai[5]
- Risō no Kekkon (TBS, 1997), Tsutomu Otaki[6]
- Beach Boys (Fuji TV, 1997), Kaito Suzuki[7]
- With Love (Fuji TV, 1998), Takashi Hasegawa
- Seikimatsu no Uta (NTV, 1998), Itaru Noa
- Kōri no Seka (Fuji TV, 1999), Eiki Hirokawa[8]
- Manatsu no Merry Christmas (TBS, 2000)[9]
- Dekichatta Kekkon (Fuji TV, 2001), Ryūnosuke Hirao[10]
- Toshiie to Matsu: Kaga Hyakumangoku Monogatari (NHK, 2002), Yoshiyuki Sawaki[11]
- Psycho Doctor (NTV, 2002), Kyōsuke Kai[12]
- Time Limit (TBS, 2003)[13]
- Yankee Bokō ni Kaeru (TBS, 2003), Yoshimori Masaya[14]
- Ruten no Ōhi: Saigo no Kōtei (TV Asahi, 2003), Aishinkakura Fuketsu[15]
- Rikon Bengoshi (Fuji TV, 2004), Yoshiyuki Hirosawa(Guest in episode 1)[16]
- Ningen no Shōmei] (Fuji TV, 2004), Kōichirō Munesue[17]
- Ruri no Shima (NTV, 2005), Tatsuya Kawashima/Makoto Takahara[18]
- Rondo/Dance Music/Yeonmogok (TBS, 2006), Shō Nishijima/Takumi Kanayama[19]
- Kazoku: Tsuma no Fuzai, Otto no Sonzai (TV Asahi, 2006), Ryōhei Kamikawa[20]
- Tomorrow: Hi wa Mata Noboru (TBS, 2008), Kōhei Moriyama[21]
- Boss (Fuji TV, 2009), Shinjirō Nodate[22]
- Fumō Chitai (Fuji TV, 2009-2010), Shinichirō Hyōdō[23]
- Nagareboshi (Fuji TV, 2010), Kengo Okada[24]
- Boss 2 (Fuji TV, 2011), Shinjirō Nodate[25]
- Mō Ichido Kimi ni, Propose (TBS, 2012), Haru Miyamoto[26]
- Olympic no Minoshirokin (TV Asahi, 2013), Masao Ochiai[27]
- Suteki na Sen Taxi (KTV, 2014), Edawakare[28][29]
- Idaten (NHK, 2019), Hyozo Omori

### Películas
- Calmi Cuori Appassionati (2001), Junsei Agata[30]
- Best Wishes for Tomorrow (2008)[31]
- Ano Sora o Oboeteru/Wenny Has Wings (2008)[32]
- Samayou Yaiba (2009), Takashi Oribe[33]
- Taiheiyō no kiseki –fokkusu to yobareta otoko (2011), Sakae Ōba[34]
- A Honeymoon in Hell: Mr. and Mrs. Oki's Fabulous Trip (2011), Nobuyoshi Ōki[35]
- The Apology King (2013), Masaomi Minowa[36]
- Nishino Yukihiko no Koi to Bōken (2014), Yukihiko Nishino[37]
- Jinsei no Yakusoku (2016), Yūma Nakahara[38]
- USS Indianapolis: Men of Courage (2016), Mochitsura Hashimoto
- Shin Godzilla (2016), Hideki Akasaka[39]
- The Last Recipe (2017), Miyake
- Birds Without Names (2017), Shun'ichi Kurosaki
- The Blood of Wolves (2018), Kōsuke Nozaki
- Shin Kamen Rider (2023), Tachibana[40]